# Моя прекрасная. Женщина с гитарой (Нью-Йорк)
«Моя прекрасная. Женщина с гитарой» (фр. Ma Jolie) — картина Пабло Пикассо периода аналитического кубизма, созданная зимой 1912 года. Написана маслом на холсте. Находится в Нью-Йоркском музее современного искусства. Размер — 100 × 64,5 см.
Пикассо посвятил это произведение своей возлюбленной Еве Гуэль (Марсель Умбер). С ней он познакомился в кафе, где в то время часто звучала популярная песенка с припевом: «O Manon, ma jolie, mon coeur te dit bonjour» (О Манон, моя прекрасная, мое сердце говорит тебе привет). Эту песенку Пикассо ассоциировал с Евой Гуэль. Он стал ласково называть её Ma Jolie.  В нижней части холста чёрным трафаретным шрифтом Пикассо написал эти слова как часть припева. Рядом художник изобразил скрипичный ключ, предлагая музыкальную связь с песенкой. Это были первые элементы абстрактной композиции, взятые им из реальности. Фигура Евы едва различима среди многочисленных полупрозрачных поверхностей. В верхней части полотна соединены две треугольные плоскости, образуя светотень. В тени можно разглядеть правый глаз Евы, носогубные складки и еле уловимую улыбку. Треугольная форма внизу холста и группа из шести вертикальных линий напоминают гитару с натянутыми струнами. Ниже струн изображены четыре пальца, правее — локоть. 
Картина стала частью постоянной коллекции Нью-Йоркского музея современного искусства по завещанию Лилли Пламмер Блисс,
американского мецената и коллекционера из Нью-Йорка. В 1929 году она сыграла существенную роль в создании музея. После смерти Лилли Пламмер Блисс в 1931 году 150 произведений искусства из её собрания легли в основу коллекции музея.